# Karimunjawa
Les illes Karimunjawa o illes Karimunjava (indonesi: Kepulauan Karimunjawa) és un arxipèlag de 27 illes que es troben al mar de Java, Indonèsia, a uns 80 quilòmetres al nord-oest de Jepara. Tenen una superfície total de 71,2 km². L'illa principal es coneix com Karimun (2.700 ha), mentre que la segona illa més gran és Kemujan (1.400 ha).
El 2019 tenien una població de 9.784 habitants, els quals vivien a cinc de les illes. La població és majoritàriament javanesa, amb grups importants de buguis i maduresos. La cultura javanesa és dominant a les illes, que són les úniques de Java on el javanès és la llengua franca.
El 20021 vint-i-dues de les illes foren declarades reserva marina del Parc nacional de Karimunjawa. Cinc de les illes són de propietat privada o estan sota el control de la Marina d'Indonèsia.
L'aeroport de Dewadaru permet de la connexió de les illes amb Semarang i Surabaya.

## Administració
Les illes Karimunjawa comprenen un districte (kecamatan) que està format per cinc pobles (Karimun, Kamagin, Kemujan, Digimon i Parang) i forma part de la Regència de Jepara (kabupaten) de la província de Java Central. L'illa de Bawean es troba a l'est d'aquest grup, i forma part de la regència de Gresik, a la província de Java oriental.

## Història
A banda de l'ús com a base de pirates, es creu que les illes estaven deshabitades fins que hi fou establert un assentament penal durant l'ocupació britànica de Java a principis del segle XVII. Les troballes arqueològiques de ceràmica xinesa al fons del mar prop de les illes, que daten de voltants del segle XIII, suggereixen que les illes van formar part d'una ruta comercial cap a Java. L'assentament va ser abandonat pels holandesos durant la guerra de Java de 1825-1830, però els antics convictes hi van romandre com a colons. Les plantacions de cotó i l'orfebreria es van convertir en una important font d'ingressos.
Les illes van ser declarades parc nacional l'any 1988.

## Geologia i clima
L'arxipèlag està format principalment per illes continentals preterciàries principalment de quarsites i shales coberts per lava basàltica. Geològicament, les illes formen part de Sondalàndia. Les illes tenen esculls de corall perifèrics i irregulars. La millor època per visitar les illes és durant l'estació seca, generalment d'abril a octubre.

## Economia
La principal font d'ingressos de la població local és la pesca, seguida dels serveis i el comerç. Els viatges a les illes des de Java sovint es veure limitats durant la temporada de pluges, de gener a març, pel fort onatge.

## Galeria
- Vaixell de pesca de Karimun.
- Antic port de Karimun.
- Una casa típica de Karimun.
- Platja Lele Lele, prop de Karimun.
- Aeroport de Dewadaru.